# 그랜드 히카리
그랜드 히카리(일본어: グランドひかり)는 1989년부터 2002년까지 운행한 히카리의 열차 명칭으로 일본국유철도 분할 민영화 후 서일본여객철도가 운영한 고속열차 등급으로, 100N계(일본어: 100N系)라고 부른다.

## 역사
1989년 3월 11일에 신설된 명칭으로 당시 도쿄 ~ 하카타 구간을 운행 했으며 100계 차량을 운행했다. V편성으로 운행 했으며 도카이도 신칸센, 산요 신칸센 역사상 최초로 2층 차량이 도입과 동시에 식당차도 운영하기 시작했다. 기존 열차의 경우 시속 220km인 반면 이 열차는 산요 신칸센 노선에서 시속 230km로 운행했다. 1990년에 다이야 개정으로 왕복 3회로 증편되었다. 1993년에 다이야 개정으로 왕복 8회로 증편되면서 일부 시간대 도쿄 ~ 히로시마, 오카야마, 신오사카까지 운행했다.
그러나 1992년 3월 14일의 다이어 개정으로 등장한 노조미의 등장과 300계 차량이 등장되면서 수요가 급감하면서, 2000년 3월 11일에 식당차 서비스가 중단되었고 운행 구간도 히로시마 ~ 하카타 구간이 단축되었다. 같은 해 12월 31일에 시간을 달리는 여행, 철도 관광 기념 히카리(일본어: 時をかける旅、メモリアルトレインツアー　ひかり号食堂車リバイバル) 559호(신오사카 ~ 하카타)의 운행하면서 임시로 식당차를 개업했다. 2001년 9월 30일에 산요 신칸센 운행을 종료했다. 2002년 5월 18일에 히카리 201호를 끝으로 도카이도 신칸센 운행을 종료했다. 같은 해 11월 23일 안녕, 그랜드 히카리(일본어: さよなら, グランドひかり) 563호, 568호(신오사카 ~ 하카타)의 운행을 끝으로 종료되었다. 운행 종료 당시 식당차도 운영했으나 사전 예약을 하지 않으면 이용이 불가능했다. 운행 종료 기념일 당시 2층 차량의 경우 V9편성 차량으로 교체되었다.

## 차량 구성

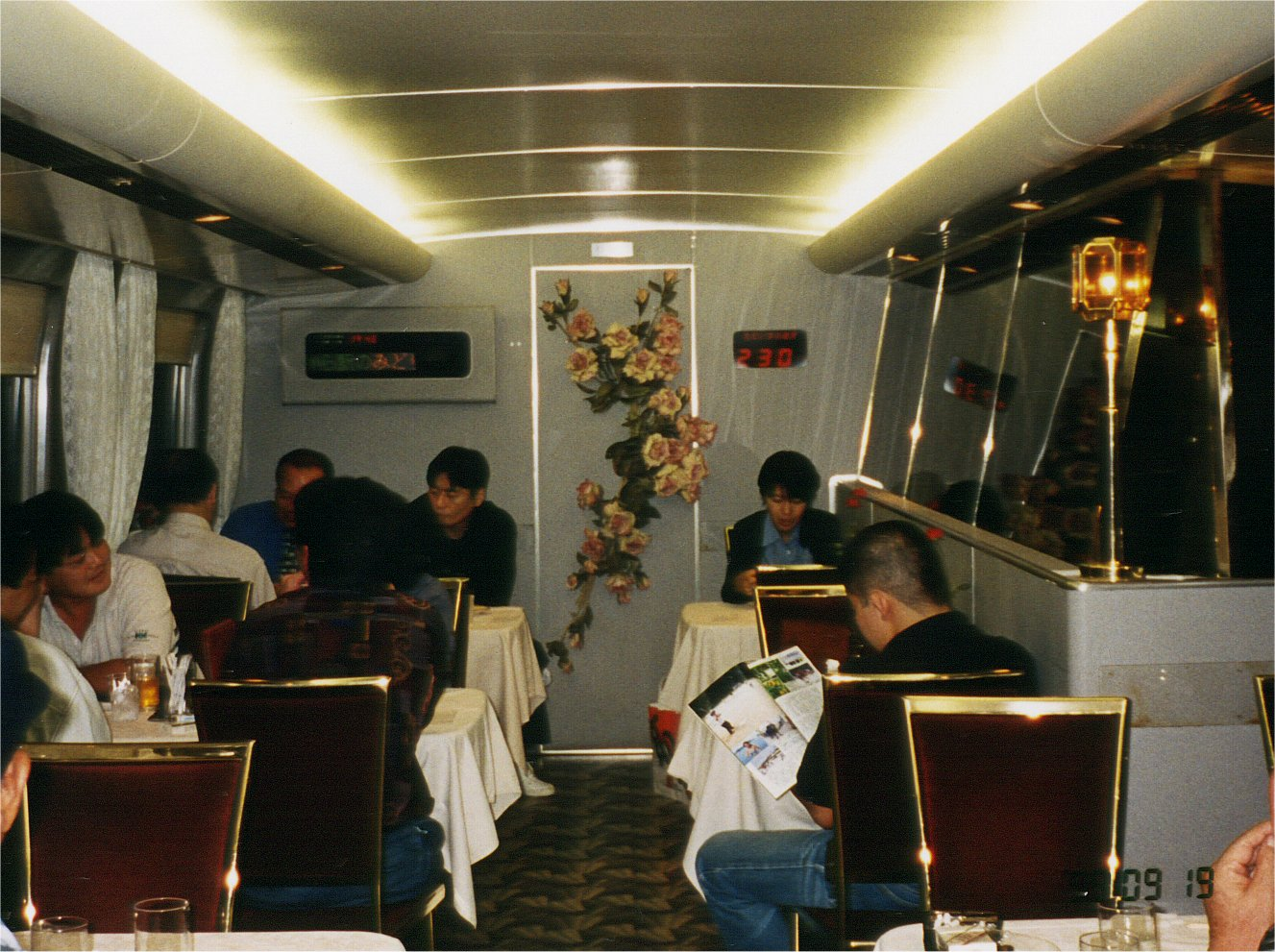
그랜드 히카리 식당차

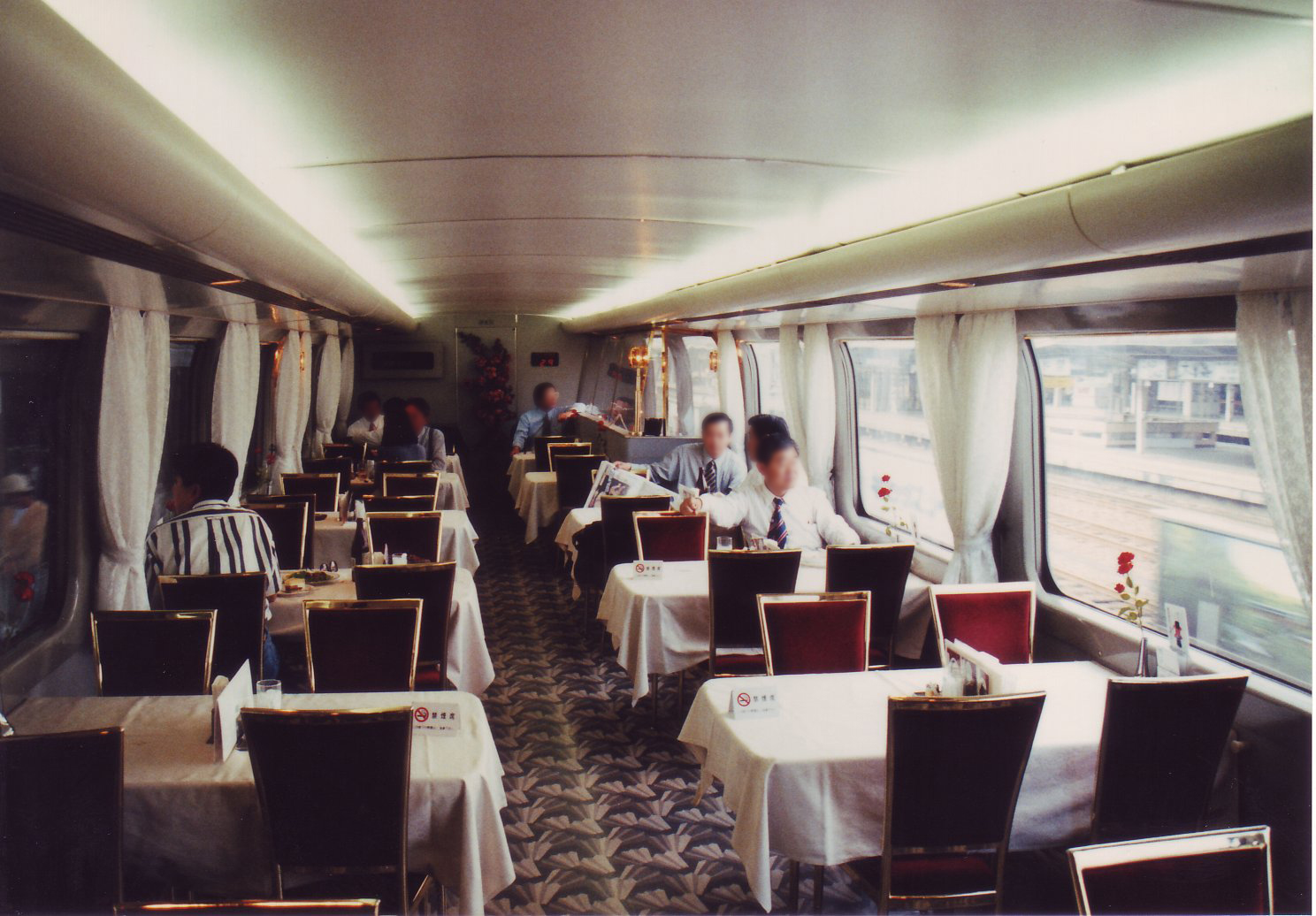
그랜드 히카리 식당차 전경

- 부수차를 2층 차량 4량으로 충당했다. 2층 차량은 7~10호차에 투입되어, 7·9·10호차 3량은, 계단 위는 전망이 좋은 것을 제외하면 일반적인 그린석이었지만, 아래층은 그 후의 500계나 히카리 레일스타로 연결되는, 서일본여객철도의 특징이 넘치는 질높은 공간이 되어 있었다. 그 아래층은 보통 지정석이면서도, 좌석은 4열 배치가 되어 있었다. 게다가, 이용자의 취향을 배려한 조명과 침착한 색조의 인테리어, 부수차만이 가능한 정숙성 등으로, 순식간에 비즈니스맨의 인기를 얻었다.
- 하지만 전기제동을 사용하지 않는 부수차는, 동력차에 비해 제동시의 감속 G의 시작이 늦어 동요가 발생하는 경향이 있었다. 게다가 4량이 연속으로 편성 중간에 놓인 2층 차량의 관성 에너지는 상당히 커, 제동시마다 큰 전후 방향의 충격이 있었다. 이것은 편안함을 추구해 이 차량을 선택한 승객과, 식사를 즐기는 식당차의 손님에 있어서는 큰 문제였다. 그린차 단골 중에는 그랜드 히카리를 기피하는 경우도 있었던 등, 접객시설이 뛰어났던 만큼 이것은 아쉬운 사례였다.
- 당시 도쿄 ~ 하카타간 장거리를 운행했기 때문에, 8호차는 X편성과 마찬가지로 식당차가 되었다. 도카이도 신칸센, 산요 신칸센에서 식당차는 0계, 100계 모두 8호차가 되어 있다.
- 산요 신칸센 완전 개통 당시에, 도쿄 ~ 하카타를 6시간 이상에 걸쳐 주행하는 히카리 등급 열차에서 식당차를 영업하는 것이 결정되었고, 또 개업 당시에 비즈니스맨이나 장거리 여객 등이 빈번히 식당차를 이용할 것으로 예측했다. 필연적으로 식기를 씻기 위한 물이 대량으로 필요하다. 재래선이라면 오수는 주행중에 밖에 버리는 식으로 해결할 수 있다(현재는 재래선에서도 환경의 문제로 인해 순환식 오수 처리 장치등을 이용하고 있다). 그러나, 모든 구간이 도시를 따라 있는 한편 운전속도가 높은 신칸센에서는 그렇게 할 수 없었다. 화장실에서 오수를 정화하여, 세정수로서 재이용하는 시스템이 개발되었지만, 식당차에서는 위생상 재생수는 이용할 수 없었다. 그로 인해 오수를 상하(床下)의 탱크에 모아, 중간 정차역에서 오수를 배수하는 방법이 선택되어 이 오수를 지상에서 모으기 위한 배수 도랑(피트)가 8호차 바로 밑에 설치되어 있었기 때문에, 식당차는 8호차로 고정되었다.
- 비상 연결기 아래에 공기 취수구가 설치되었다. 이것은 선두차가 전동차가 되었기 때문에, 주전동기를 냉각하기 위한 것이다. 중간 M차는 상하에서 냉각풍을 도입하고 있었지만, 제어차에는 스커트가 있어 주행풍을 도입이 불가능했다.
- 출입구에 설치되어 있는 행선지 표시기를 롤식에서 LED(3색)식으로 변경하여, 정차역 표시 등을 가능하게 했다. 서일본여객철도 소속 차량만 해당하며 이 이후에 제조된 서일본여객철도의 모든 차량(300계와 키하 120형 등을 제외)에 탑재되고 있다.
- 최고 영업 속도 230km으로 주행(산요 신칸센)하기 때문에, ATC 220km 신호를 230km 신호로 바꾸는 장치 트랜스폰더가 설치되었다.
- 장래의 고속화에 대비해 270km/h로 주행가능한 성능이 주어졌다. 시험에서 최고 영업 속도 277.2km를 기록 했으나 소음 문제로 최고 영업 속도는 230km로 영업이 계속되었다.

## 정차역
- 도쿄 ~ 하카타 구간 소요 시간의 경우 5시간 47분으로 1992년 3월 14일 다이야 개정으로 소요 시간이 5시간 44분으로 단축 되었다.
- 신오사카 ~ 하카타 구간 소요 시간의 경우 2시간 49분으로 이는 오고리를 정차하지 않는 경우에 해당된다.
- 운행 당시 시나가와의 경우 영업했으나 신칸센이 정차하지 않았다. 또한 2003년 10월 1일부터 개칭한 신야마구치의 경우, 역명 변경 이전에 오고리 역명을 2003년 9월 말까지 표기했다.
- 초기에 일부 시간대 교토, 오카야마, 히로시마 정차하는 A형과 B형이 존재했다.
- 산요 신칸센 구간의 히카리 등급과 도쿄 ~ 히메지, 나고야 ~ 하카타 구간에 히카리가 운행했다.

| 도쿄                           | 신요코하마 | 오다와라 | 아타미 | 미시마 | 신후지 | 시즈오카 | 가케가와 | 하마마쓰 | 도요하시 | 미카와안조 | 나고야 | 기후하시마 | 마이바라 | 교토 | 신오사카 | 신코베 | 니시아카시 | 히메지 | 아이오이 | 오카야마 | 신쿠라시키 | 후쿠야마 | 신오노미치 | 미하라 | 히가시히로시마 | 히로시마 | 신이와쿠니 | 도쿠야마 | 오고리 | 아사 | 신시모노세키 | 고쿠라 | 하카타 |
| ------------------------------ | ---------- | -------- | ------ | ------ | ------ | -------- | -------- | -------- | -------- | ---------- | ------ | ---------- | -------- | ---- | -------- | ------ | ---------- | ------ | -------- | -------- | ---------- | -------- | ---------- | ------ | -------------- | -------- | ---------- | -------- | ------ | ---- | ------------ | ------ | ------ |
| ●                              | ■          | ↔        | ↔      | ↔      | ↔      | ■        | ↔        | ↔        | ↔        | ↔          | ●      | ↔          | ↔        | ●    | ●        | ■      | ↔          | ■      | ↔        | ●        | ↔          | ■        | ↔          | ↔      | ↔              | ●        | ↔          | ■        | ●      | ↔    | ↔            | ●      | ●      |
| ●＝정차；■＝일부 정차；↔＝통과 |            |          |        |        |        |          |          |          |          |            |        |            |          |      |          |        |            |        |          |          |            |          |            |        |                |          |            |          |        |      |              |        |        |

## 현황
1989년부터 1991년까지 총 9편성이 도입되었다. 현재 V편성의 경우 전 차량 폐차되었다.
| 차호 | 도입 시기 | 운행 중단 시기 | 비고 |
| ---- | --------- | -------------- | --- |
| V1호 | 1989년    | 2000년         | |
| V2호 | 1989년    | 2002년         | 2002년에 안녕, 그랜드 히카리(일본어: さよなら, グランドひかり) 마지막 열차가 운행했다.                                                                    |
| V3호 | 1989년    | 2002년         | 3호차, 4호차 객차의 경우 1989년 6월 13일 제작했다. |
| V4호 | 1989년    | 2002년         | |
| V5호 | 1990년    | 2002년         | |
| V6호 | 1990년    | 2000년         | |
| V7호 | 1991년    | 2001년         | 2000년에 시간을 달리는 여행, 철도 관광 기념 히카리(일본어: 時をかける旅、メモリアルトレインツアー ひかり号食堂車リバイバル)를 주제로 테마열차를 운행했다. |
| V8호 | 1991년    | 2001년         | |
| V9호 | 1991년    | 2002년         | 2002년에 안녕, 그랜드 히카리(일본어: さよなら, グランドひかり) 마지막 열차가 운행 당시 2층 객차가 V2편성과 재편성했다.                                    |

## 객차 구성

### 100계 3000번대
| 호차 | 1      | 2      | 3      | 4      | 5                          | 6      | 7           | 8      | 9      | 10     | 11                            | 12     | 13     | 14     | 15     | 16     |
| ---- | ------ | ------ | ------ | ------ | -------------------------- | ------ | ----------- | ------ | ------ | ------ | ----------------------------- | ------ | ------ | ------ | ------ | ------ |
| 좌석 |        |        |        |        |                            |        | 그린차      | 식당차 | 그린차 | 그린차 |                               |        |        |        |        |        |
| 좌석 | 자유석 | 자유석 | 자유석 | 자유석 | 자유석                     | 지정석 | 지정석      | 매점   | 지정석 | 지정석 | 지정석                        | 지정석 | 지정석 | 지정석 | 지정석 | 지정석 |
| 시설 | 화장실 |        | 화장실 |        | 화장실 다목적실 차판준비실 |        | 업무용 시설 |        | 전화   |        | 장애인 시설 화장실 차판준비실 |        | 화장실 |        | 화장실 |        |

## 운행 열차

### 퇴역 및 과거 운행 열차
- 100계 3000번대

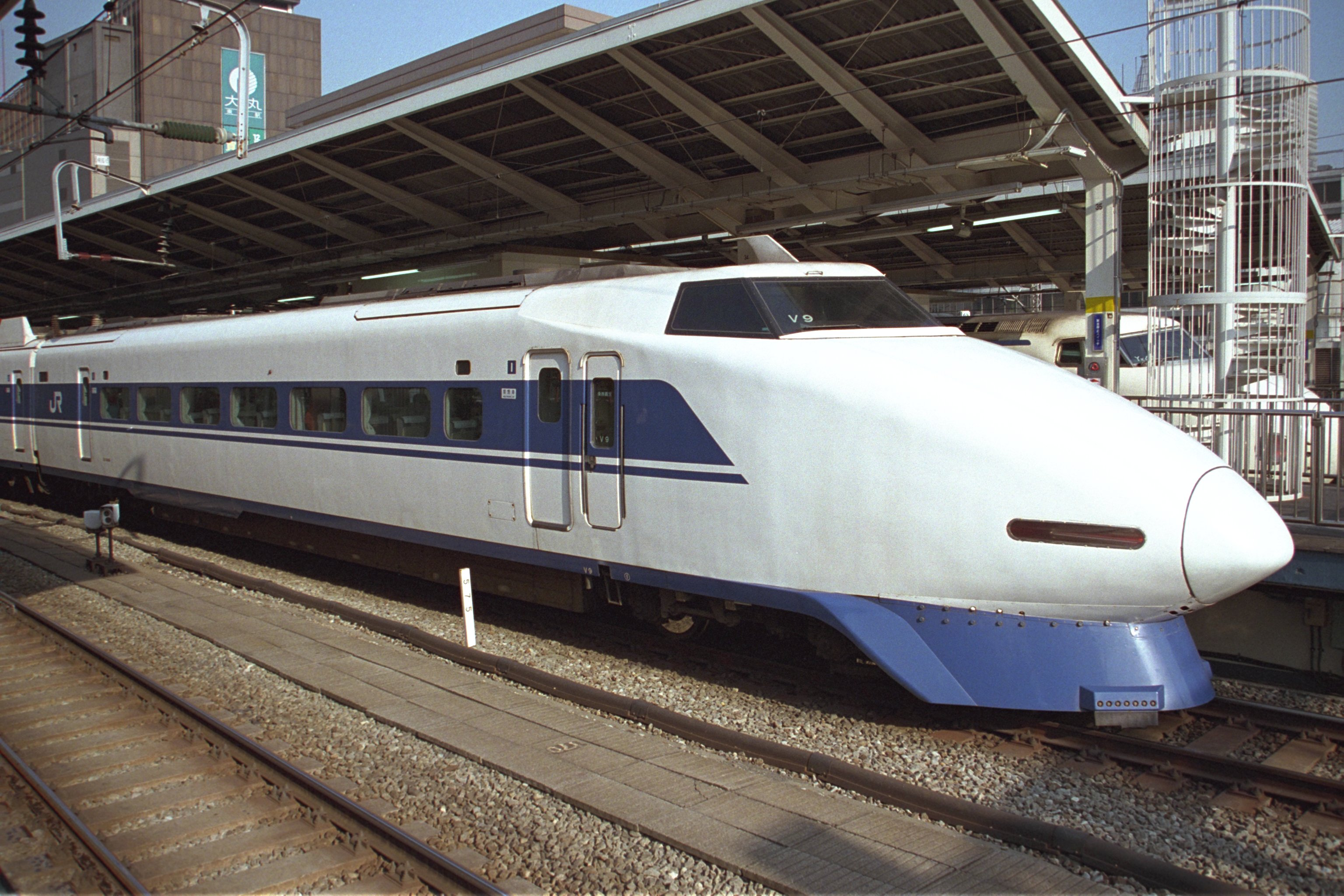
신칸센 100계 3000번대

## 퇴역 후
그랜드 히카리로 운행을 종료한 100계 V편성은 전량 6량 편성의 K편성과 4량 편성의 P편성으로 개조 후 고다마에 운행 했다가 차량 노후화로 인해 2012년 3월 16일에 퇴역했다.

## 같이 보기
- 히카리